# Cornellá de Llobregat
Cornellá de Llobregat (oficialmente en catalán: Cornellà de Llobregat) es una ciudad y municipio español de la comarca del Bajo Llobregat, en la provincia de Barcelona, Cataluña. Los municipios limítrofes con Cornellá son: Hospitalet de Llobregat, San Baudilio de Llobregat, Prat de Llobregat, San Juan Despí y Esplugas de Llobregat.
Cornellá es el municipio más poblado del Bajo Llobregat. Cuenta con una población de 90 303 habitantes según los datos del Instituto Nacional de estadística (INE 2023) y el instituto de estadística catalán (Idescat).

## Historia
La historia de Cornellá está definida por tres factores principales: su proximidad a la ciudad de Barcelona, el ser un territorio de paso (así como toda la comarca del Bajo Llobregat) de las vías de entrada y salida de la capital de Cataluña. Su nombre posee un origen romano (Cornelianus); las características arquitectónicas de la ciudad poseen rasgos visigóticos.
La primera referencia escrita de la ciudad data de 980, cuando ya existía una iglesia y una torre de defensa contra los sarracenos en el mismo lugar donde hoy se establece el actual Castillo (construido en el siglo XIV). La ciudad fue incorporada al territorio de Barcelona en el siglo XIII y por poco tiempo, perteneció a Las Franquesas del Llobregat, donde se desarrollaba principalmente la actividad agrícola. La ciudad fue dominada por los masos hasta el siglo XVIII.
En 1716 la ciudad se separó de Barcelona por el Decreto de Nueva Planta, y pasó a formar parte de la comarca del Bajo Llobregat. En 1819, junto con la inauguración del Canal de la Infanta se desarrolla el regadío y se comienza un proceso de industrialización. El ferrocarril llega a la ciudad en 1854. Durante un siglo el sector textil se convierte en la base económica del municipio y a la vez crecen los núcleos de población separados del centro (barrios de Riera, Almeda, Pedró, la Gavarra). De 1950 en adelante, se multiplica la llegada de nuevos habitantes y se acentúa el proceso de industrialización y urbanización. Se construye el barrio de Sant Ildefons (años 60) y Fontsanta (1974). Se llega a 100 000 habitantes en 1979.
La ciudad adquiere relevancia como referente de la lucha obrera y social por la democracia en los últimos años del franquismo.

## Demografía
Cornellá de Llobregat cuenta con una población de 91 589 habitantes (INE 2024).
| Gráfica de evolución demográfica de Cornellá de Llobregat entre 1842 y 2021 |
| |
| Población de derecho según los censos de población del INE Población de hecho según los censos de población del INEEn estos censos se denominaba Cornellá: 1842, 1857, 1860, 1877, 1887, 1897, 1900, 1910, 1920, 1930, 1940, 1950, 1960, 1970 y 1981 |

## Símbolos

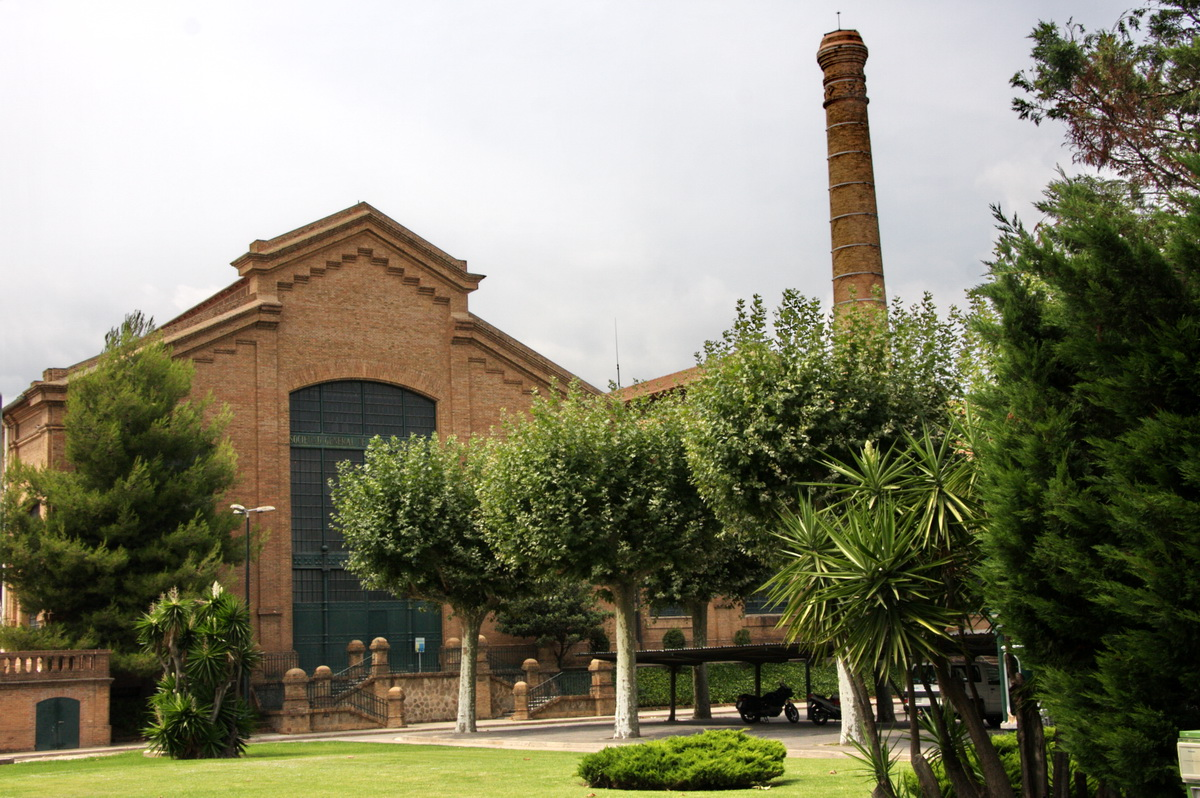
Antigua central de bombeo de agua

El escudo de Cornellá se define por el siguiente blasón:
«Escudo losanjado: de oro, 4 palos de gules; resaltando sobre el todo un cuerno de caza de azur cordonado de sable. Por timbre una corona mural de ciudad.»
Fue aprobado el 12 de julio de 1988.

## Geografía

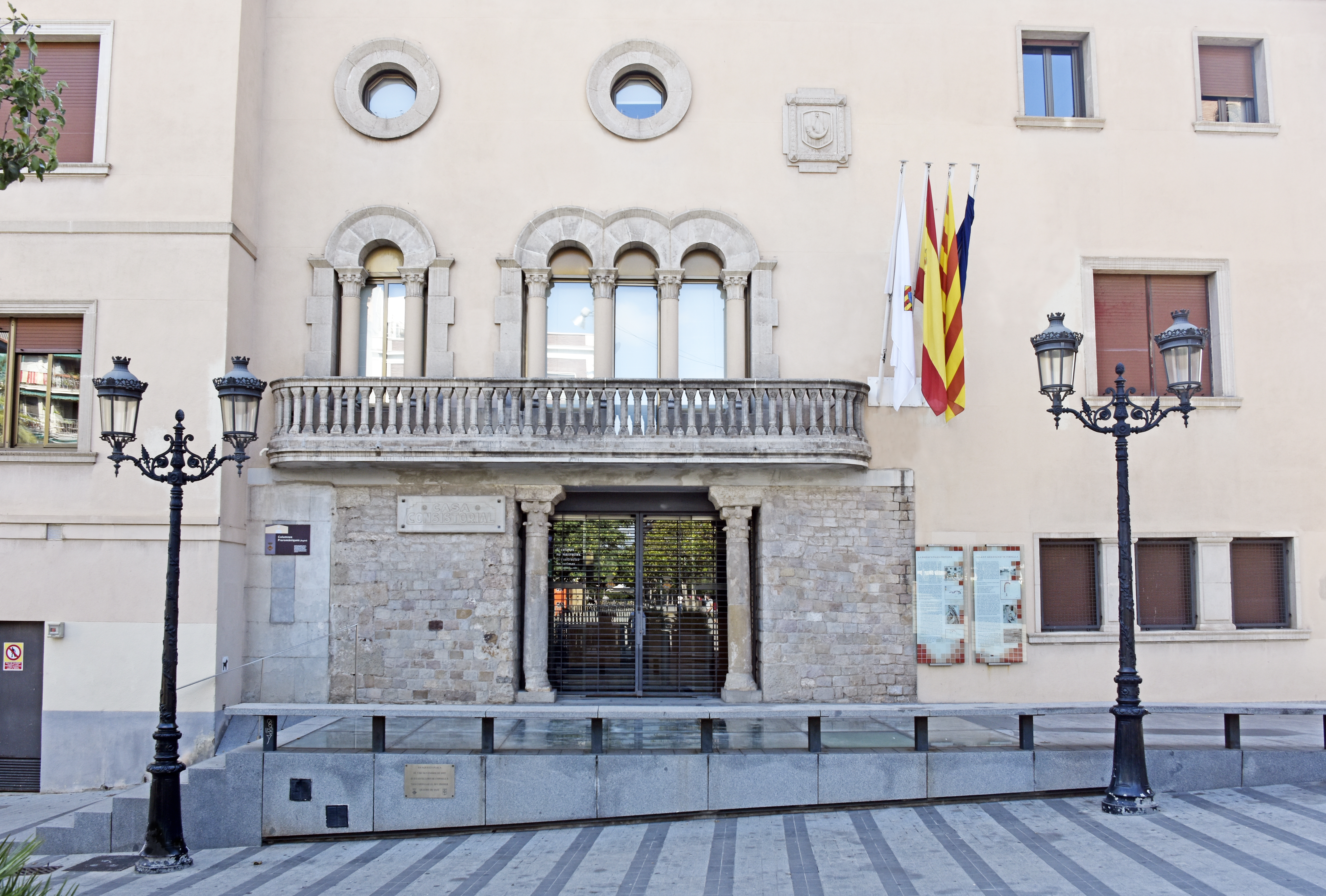
Ayuntamiento de Cornellá

Integrado en la comarca de Bajo Llobregat, la ciudad de Cornellá está al suroeste de la gran conurbación que tiene por centro Barcelona, de la que se encuentra a 12 kilómetros. Cornellá se sitúa al noreste del gran meandro del río Llobregat, en la orilla izquierda.
El término municipal está atravesado por la autovía del Nordeste A-2 entre los pK 608 y 609, además de por la autovía B-20 (Ronda de Dalt), que tiene su inicio en el Nudo del Llobregat en el cruce con la A-2 y que continúa por la autopista de peaje C-32 que se dirige hacia El Vendrell.
El relieve es prácticamente llano, oscilando la altitud entre los 67 metros al norte y los 9 metros a orillas del Llobregat. El casco histórico se alza a 27 metros sobre el nivel del mar. 
| Noroeste: Sant Joan Despí           | Norte: Sant Joan Despí y Esplugas de Llobregat | Noreste: Hospitalet de Llobregat |
| Oeste: Sant Joan Despí              |                                                | Este: Hospitalet de Llobregat    |
| Suroeste: San Baudilio de Llobregat | Sur: San Baudilio de Llobregat                 | Sureste: El Prat de Llobregat    |

El clima es típicamente mediterráneo con una media anual de unos 7 a 9 °C en invierno y unos 28 a 30 °C en verano. En los meses de julio y agosto corresponde el periodo de mínimos de lluvia y máximos de temperatura. Los máximos en cuanto a precipitaciones se registran en general en otoño.

## Administración y política

### Gobierno municipal
| Periodo   | Nombre                    | Partido | Partido                                        |
| --------- | ------------------------- | ------- | ---------------------------------------------- |
| 1979-1985 | Frederic Prieto i Caballé |         | Partit Socialista Unificat de Catalunya (PSUC) |
| 1985-2004 | José Montilla Aguilera    |         | Partit dels Socialistes de Catalunya (PSC)     |
| 2004-act. | Antonio Balmón Arévalo    |         | Partit dels Socialistes de Catalunya (PSC)     |

| Partido político                                         | 2023  | 2023   | 2023       | 2019  | 2019   | 2019       | 2015  | 2015   | 2015       | 2011  | 2011   | 2011       | 2007  | 2007   | 2007       |
| Partido político                                         | %     | Votos  | Concejales | %     | Votos  | Concejales | %     | Votos  | Concejales | %     | Votos  | Concejales | %     | Votos  | Concejales |
| Partit dels Socialistes de Catalunya (PSC)               | 43,39 | 14 071 | 13         | 47,44 | 18 184 | 14         | 38,56 | 13 416 | 11         | 42,98 | 12 633 | 14         | 56,63 | 17 382 | 16         |
| Esquerra Republicana de Catalunya (ERC)                  | 12,92 | 4190   | 4          | 14,05 | 5387   | 4          | 9,22  | 3208   | 2          | 4,49  | 1347   | 0          | 5,79  | 1778   | 1          |
| En Comú Podem (ECP)-Iniciativa per Catalunya Verds (ICV) | 10,02 | 3252   | 3          | 7,26  | 2785   | 2          | 8,14  | 2831   | 2          | 1,88  | 3566   | 4          | 11,47 | 3521   | 3          |
| Partit Popular de Catalunya (PP)                         | 9,62  | 3122   | 3          | 4,74  | 1820   | 0          | 7,81  | 2717   | 2          | 15,95 | 4787   | 5          | 12,19 | 3742   | 3          |
| Vox                                                      | 8,37  | 2715   | 2          | 2,09  | 804    | 0          | —     | —      | —          | —     | —      | —          | —     | —      | —          |
| Podemos                                                  | 3,45  | 1120   | 0          | 7,72  | 2960   | 2          | —     | —      | —          | —     | —      | —          | —     | —      | —          |
| Junts per Catalunya (JxC)-Convergència i Unió (CiU)      | 3,13  | 1016   | 0          | 2,55  | 979    | 0          | 4,18  | 1454   | 0          | 8,88  | 2667   | 2          | 7,04  | 2161   | 2          |
| Ciutadans (CS)                                           | 2,41  | 784    | 0          | 9,94  | 3813   | 3          | 11,28 | 3926   | 3          | 2,61  | 782    | 0          | 4,54  | 1394   | 0          |

### Organización territorial
Cornellá de Llobregat se divide administrativamente en seis distritos (I, II, III, IV, V y VI). Estos distritos coinciden parcialmente con la división más usual y reconocible por parte de la población, que corresponde a los siguientes barrios:
- Almeda
- Centro
- Fontsanta-Fatjó
- La Gavarra
- El Pedró
- Riera
- San Ildefonso

## Servicios
En los últimos treinta años, el ayuntamiento democrático ha llevado a cabo un proceso de lenta recuperación del municipio en todos los órdenes. Se ha racionalizado la expansión urbanística y se han hecho llegar los servicios y equipamientos a toda la población. Han nacido tres grandes zonas verdes, los parques de Can Mercader, de la Infanta y de la Ribera. Hoy el tejido económico de Cornellá está mucho más equilibrado, acoge numerosas empresas de logística y vinculadas a la nueva economía, como los parques empresariales World Trade Center Almeda Park o Cityparc, se han creado grandes y modernos equipamientos como el Parc Esportiu Llobregat o el Citilab y el nuevo estadio Cornellá-El Prat y su centro comercial adjunto.

### Parroquias y capillas católicas

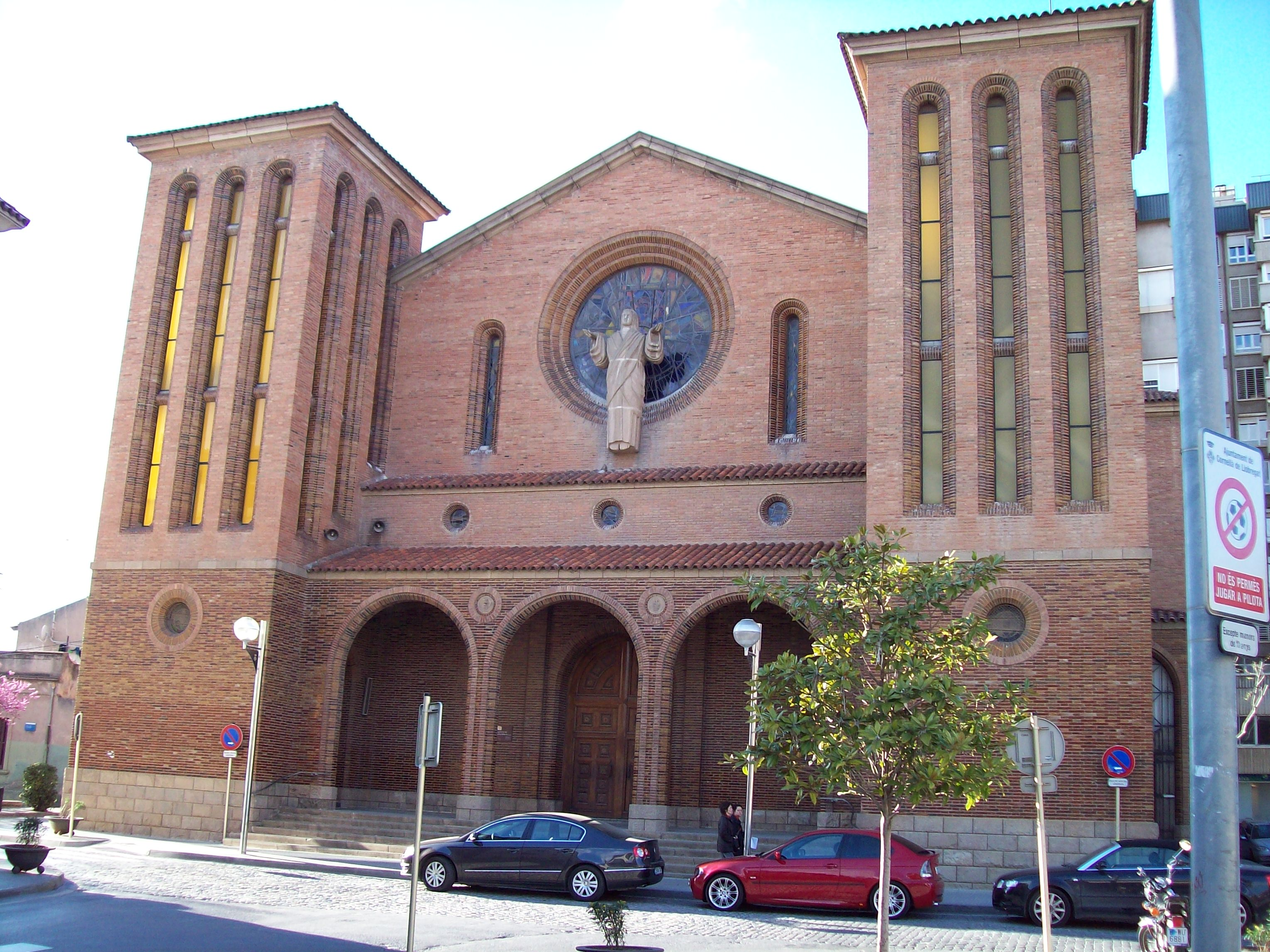
Iglesia de Santa María

- Parroquia de San Miguel Arcángel (Pedró), calle Feliu i Codina, 2
- Parroquia de San Ildefonso, avenida de San Ildefonso, 17
- Parroquia de la Virgen del Pilar, plaza de la Virgen del Pilar
- Capilla de Betània (colegio de las Hermanas de Betania), calle Bonavista, 37
- Parroquia de Santiago (Sant Jaume) (Almeda), pasaje Dolors Almeda i Roig
- Iglesia de Santa Sílvia (Riera), calle General Manso, 28
- Iglesia de la Sagrada Familia (colegio Sagrada Familia, hermanas de la doctrina cristiana), calle Doctor Carulla, 23
- Parroquia de Santa María, plaza de la iglesia
- Iglesia de San Felipe Neri (Fontsanta-Fatjó) calle del Penedès, 3

### Transporte
Cornellá de Llobregat es una de las poblaciones de Barcelona mejor comunicadas gracias a su ubicación estratégica cerca de las principales vías de entrada a la capital y de grandes infraestructuras como el aeropuerto y el puerto de Barcelona.

#### Cercanías

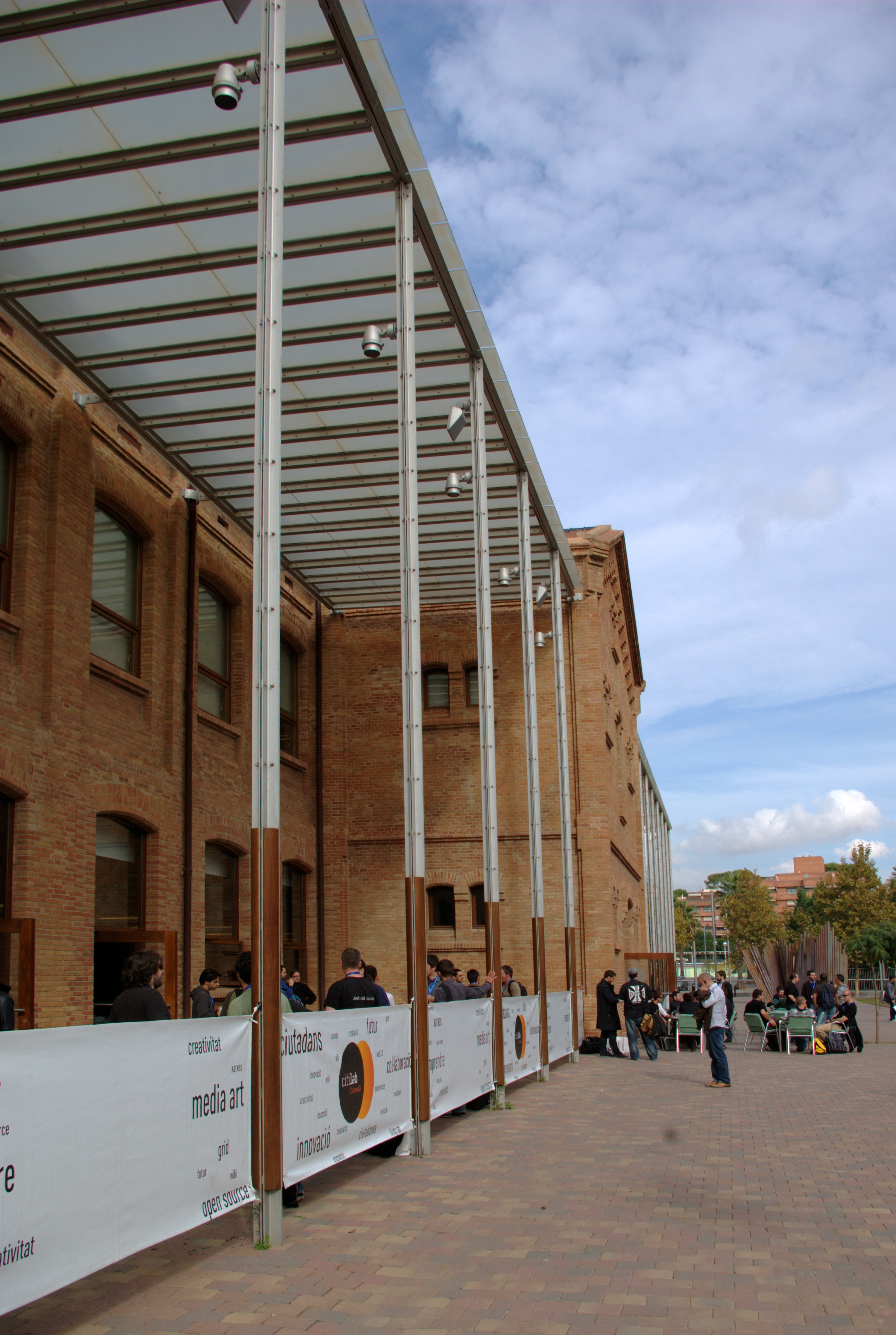
Citilab en Cornellá

Líneas R1 y R4 de Rodalies de Catalunya:
- Cornellá

Líneas R5, R6, S4, S8 y S33 de FGC:
- Almeda
- Cornellà-Riera

#### Metro
Línea 5 de TMB:
- Cornellà Centre
- Gavarra
- Sant Ildefons

Línea 8 de FGC:
- Almeda
- Cornellà-Riera
- Sant Ildefons

#### Tranvía
Líneas T1 y T2 del Trambaix:
- El Pedró
- Ignasi Iglésias
- Cornellà Centre
- Les Aigües
- Fatjó

#### Autobús
13 líneas diurnas:
- 67 Barcelona (Pl. Cataluña) – Cornellá de Ll. (Est. Autobuses)
- 68 Barcelona (Pl. Cataluña) – Cornellá de Ll. (Est. Autobuses)
- 94 Cornellá de Ll. (circular)
- 95 Cornellá de Ll. (circular)
- L10 El Prat de Ll. (St. Cosme) – San Justo Desvern (Pl. Parador)
- L12: Barcelona (Pl. Reina María Cristina) - Cornellá de Ll. (Almeda, Av. Pablo Picasso).
- L46 Cornellá de Ll. (Ambulatorio) – San Justo Desvern (Pl. Parador)
- L52 Hospitalet de Ll. (Sta. Eulália) – San Feliu de Ll. (Pl. Pere Dot)
- L74 Cornellá de Ll. (St. Ildefons) – San Baudilio de Ll. (Pl. Asamblea de Cataluña)
- L75 Cornellá de Ll. (St. Ildefons) – San Baudilio de Ll. (Pl. Asamblea de Cataluña)
- L77 San Juan Despí (Hospital Moisés Broggi) – Aeropuerto
- L82 Hospitalet de Ll. (Sta. Eulàlia) – Gavá (Av. L’Eramprunyá)
- L85 Cornellá de Ll. (St. Ildefons) – Gavá (Av. L’Eramprunyá)

3 líneas nocturnas:
- N13 Barcelona (Pl. Cataluña) – San Baudilio de Ll. (Ciudad Cooperativa)
- N14 Barcelona (Pl. Cataluña) – Castelldefels (Centro)
- N15 Barcelona (Pl. Portal de la Pau - Pl. Cataluña) – St. Joan Despí (Torreblanca)

#### Carreteras
- Autovía A-2 Madrid-Barcelona
- Autopista C-32 Barcelona-Vendrell

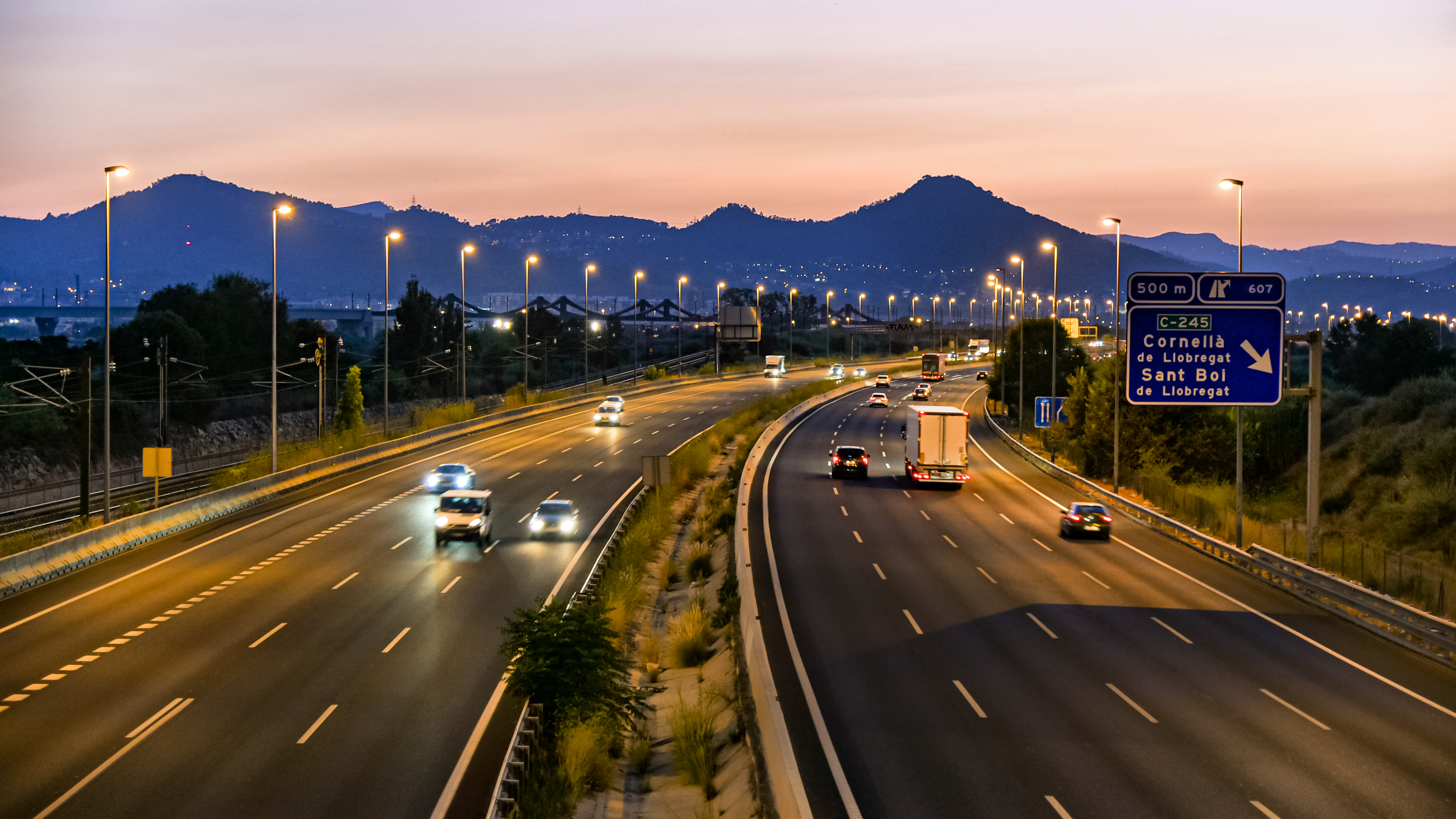
Tramo de la A-2 a su paso por el sur del término municipal

- Autovía C-31 Barcelona-Castelldefels
- Carreteras B-20 y B-10 (Ronda de Dalt y Ronda Litoral), BV-2001, C-245, B-200.

## Cultura

### Patrimonio

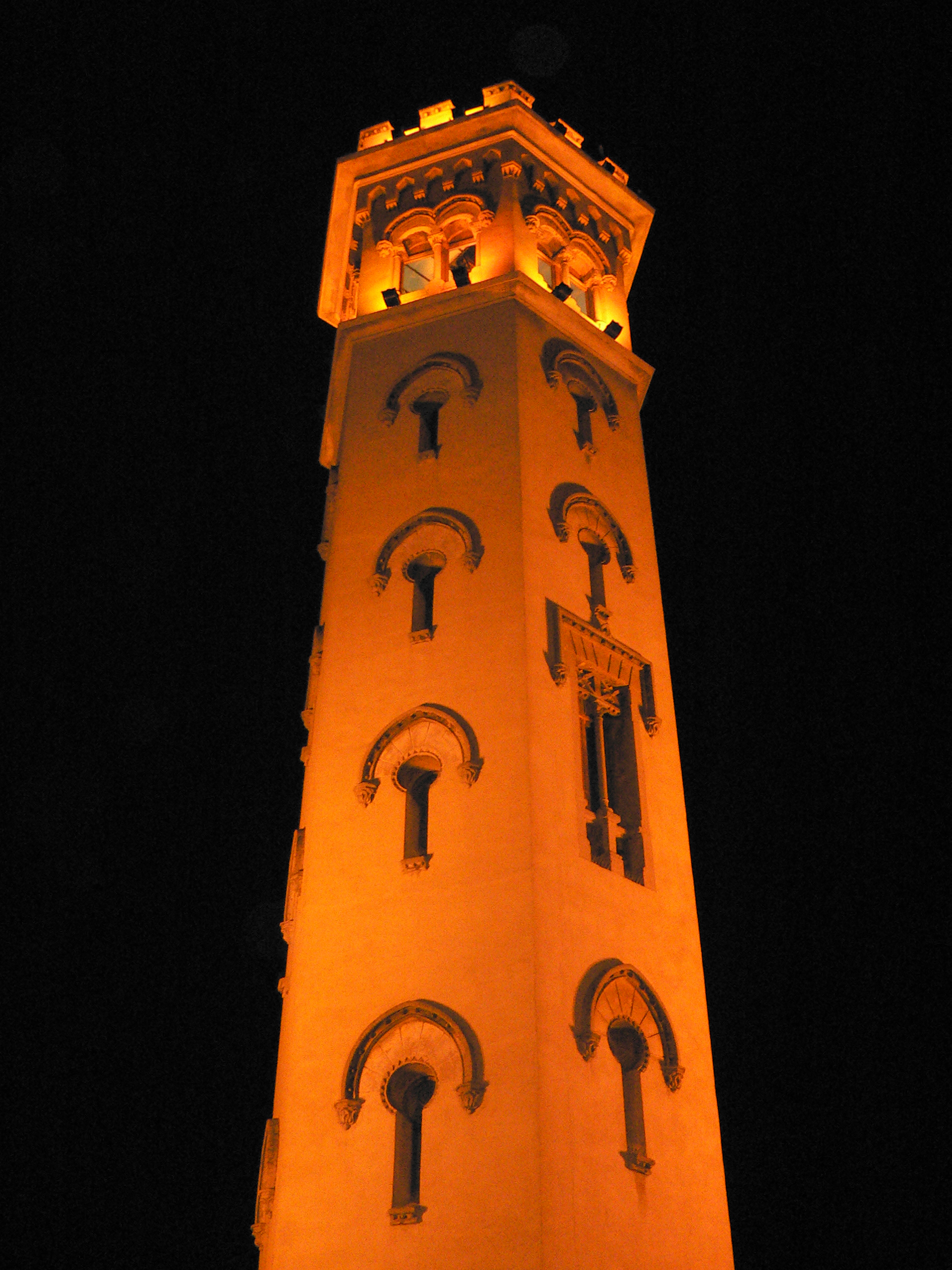
Torre de la Miranda

- Columnas románicas (siglo IX)
Las columnas que presiden la entrada al edificio del ayuntamiento, verdaderas joyas del arte prerrománico catalán, fueron encontradas en una reforma en 1928. Todo indica que en el lugar donde actualmente está el edificio consistorial se construyó en el siglo V una iglesia primitiva que hizo las funciones de primer templo parroquial. En el siglo X, la consolidación del núcleo de población motivó la expansión de la iglesia primitiva. En ese momento se añadieron las dos columnas que eran el apoyo del arco principal de la iglesia. Los estudiosos de la historia del arte destacan la similitud de los capiteles con otros monumentos catalanes de la misma época (quizás eran artistas de la misma escuela) y la influencia del arte del Califato de Córdoba.
- El Castillo de Cornellá (siglo XI-XVII) Castillo de Cornellá

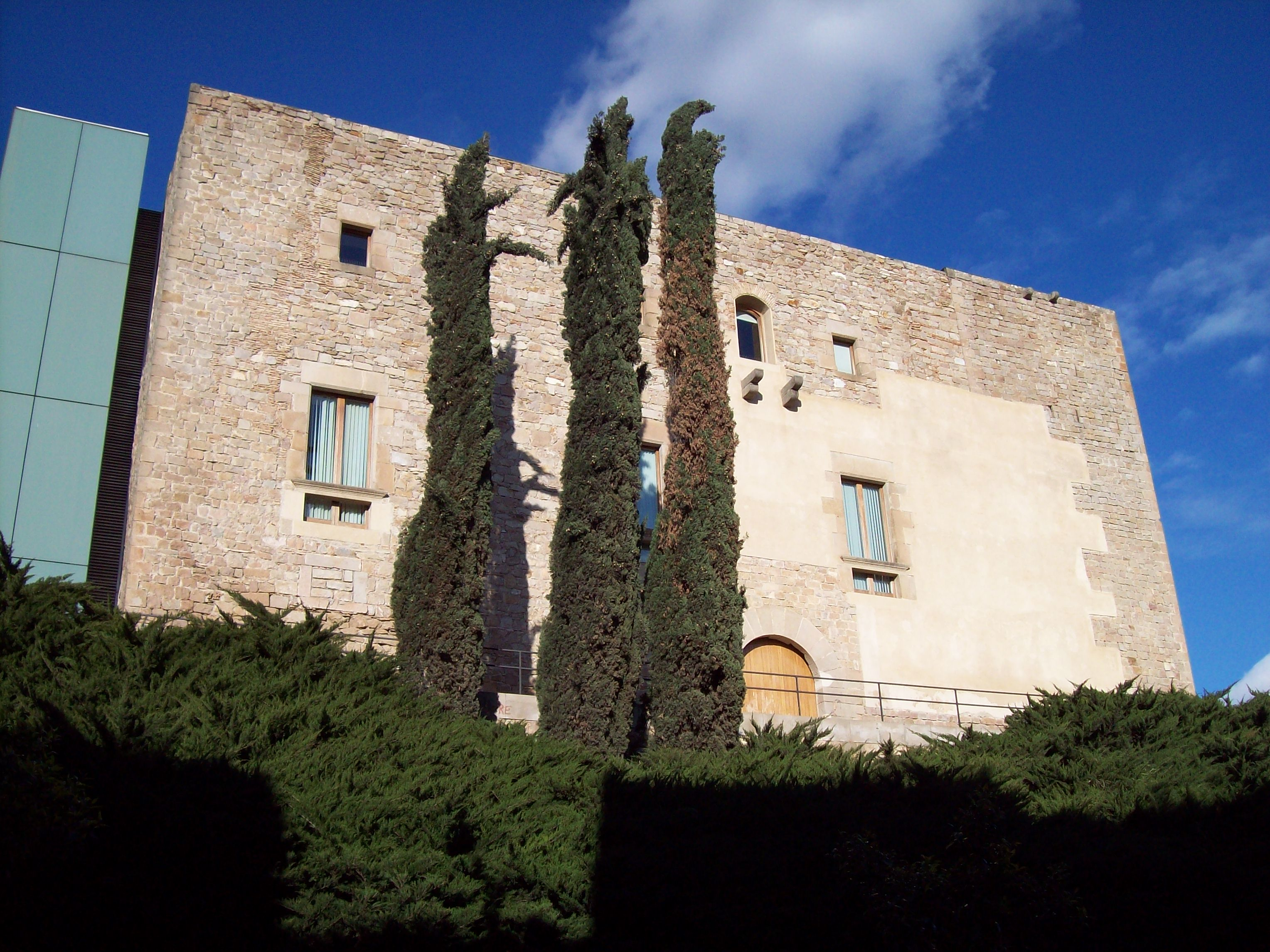
Castillo de Cornellá

El Castillo de Cornellá es uno de los edificios más emblemáticos de la ciudad. Se trata de un gran casal gótico, construido y reformado en diversas épocas. Está estratégicamente situado en lo alto de una pequeña colina desde la que se obtiene una buena visión del Llobregat en su tramo final, de San Baudilio de Llobregat a la otra ribera del río y antiguamente de las principales vías de acceso a la ciudad. El documento más antiguo que hace referencia al Castillo de Cornellá es del año 1204, posiblemente hacía las funciones de torre de defensa como otras muchas que flanqueaban el Llobregat. Perdida su función militar, se convirtió en centro de una gran propiedad agrícola, y buena parte de su configuración actual corresponde a reformas realizadas durante el siglo XVII sobre una base del periodo gótico.
- Can Manso (siglo XVI-XVIII)
Masía situada en la carretera del Mig, muy cerca del cruce con la carretera vieja del Prat, zona de Almeda y lindando con el término municipal de Hospitalet. Esta masía, fechada en el siglo XVI, es una de las más destacadas de Cornellá dadas sus dimensiones, majestuosas, y su configuración, con un cuerpo central de grandes dimensiones. A los laterales se levantan dos cuerpos más bajos y otros dos que forman las solanas, dejando una configuración de planta basilical de cinco naves. Sus propietarios fueron la familia Femades, apellido de labradores, y posteriormente fue adquirida por la familia barcelonesa de los Sabater. El escudo de armas de la fachada recuerda que a principios del siglo XIX fue propiedad del general Josep Manso (héroe de la guerra de la Independencia de 1808-14), quien pasaba largas temporadas en Cornellà.
- Can Serra (siglo XVI-XVIII)
Antiguamente Can Famades. Masía que se encuentra en la carretera de Hospitalet, al final del término municipal. El edificio, de aspecto señorial con planta cuadrada y cubierta a cuatro aguas, de los años 1763-69 según las inscripciones que hay en su interior. Actualmente es conocida como Can Serra por la instalación de esta familia dedicada a la cerámica.
- Can Valhonrat (siglo XVII-XX)
Situada en la plaza de Francesc Macià, ante el ayuntamiento y la iglesia. En el siglo XVII el propietario del Castillo edifica Can Vallhonrat como residencia familiar. El edificio, de planta cuadrada y cubierta a cuatro aguas, pone de manifiesto su uso residencial con la vistosa estructura de la fachada y los acabados de su interior. Las reformas y consolidación del edificio en 1986, con la modificación de las buhardillas, supuso un cambio en su uso como edificio administrativo del ayuntamiento.
- Rectoría de Santa Maria (siglo XVII-XX)
En el pasaje Mossèn Jaume Rafanell, detrás de la iglesia de Santa María encontramos La Rectoría, que nace como masía y ya se la conoce en el siglo XVI. A lo largo del siglo XVII se hacen obras y se instala la vicaría. El edificio actual es fruto de los añadidos y no tiene una tipología definida
- Can Trabal (siglo XVII-XVIII)
En la carretera de Esplugas en dirección a San Baudilio, delante del centro comercial. Esta masía, antes conocida como Can Pato, aparece documentada en el siglo XIV aunque con el nombre de Mas Puig. La parte posterior, más baja, es la más antigua. En el siglo XVIII se añade la parte delantera con un cuerpo formado por dos plantas, con buhardillas en la parte central, más elevada respecto a los laterales. Sus propietarios fueron la familia Amat, apellido de labradores cornellanenses, poseedores de las tierras hasta el límite con el término de Sant Joan Despí.
- Can Maragall (siglo XVII-XVIII)
Masía situada entre la carretera de Esplugas y la calle del General Prim, en el centro del núcleo urbano. Es una de las más antiguas, hay documentación que habla de un primer edificio construido en 1330, y su figura actual responde al carácter señorial de las edificaciones residenciales del siglo XVIII. El edificio, cubierta a dos aguas y sin buhardillas ni graneros, tiene un cuerpo central de dos plantas-piso y bajos dónde posteriormente se le añadieron dos cuerpos laterales porticados. El nombre actual se debe a que la familia del gran poeta Joan Maragall fue la propietaria.
- Can Tirel (siglo XVII-XVIII)
Situada junto a la vía de Renfe, en el barrio Fatjó, muy cerca de la vía del ferrocarril. Posiblemente era una masoveria que dependía de Can Corts, hoy desaparecida. Fue reformada en 2009 y actualmente es la sede de la sociedad coral La Unión.
- Can Rissuenyo (siglo XVII-XVIII)
En la calle de los Pinos o Pío XII esquina con la calle Lasarte. Sus orígenes son del siglo XVIII, con una fachada con estucos color ocre casi desaparecidos, aperturas ovales en las buhardillas, cerámica en el marco del cuerpo central y las balaustradas, detalles que dan un carácter señorial y culto a la edificación.
- Palacio de Can Mercader (siglo XIX)
Situado en el parque del mismo nombre, en la carretera de Hospitalet, ante el barrio de Almeda. Tras entroncar la antigua familia Mercader con la de los condes de Bell•lloch, Joaquim de Mercader y Bell•lloch, hizo construir en 1865 este palacio donde había la antigua masía de Can Mercader. La construcción, de planta cuadrangular con torres octogonales a los cuatro lados, tiene el aire de los palacios de la época del romanticismo. La planta noble está formada por un conjunto de salas decoradas con estilos muy diferenciados, pero todas con una recargada suntuosidad. Sus colecciones de pinturas, cerámicas, armas, porcelanas, aves disecadas, muebles, etc. otorgan a este edificio una importancia especial. Desde 1995, tras seis fases de restauración, es museo público de la ciudad. Además, en sus salas, se celebran los matrimonios civiles.
- Torre de la Miranda (siglo XIX) Torre de la Miranda
Situada en la avenida de Salvador Allende, en el barrio de San Ildefonso. De estilo neomudéjar y planta hexagonal, la hizo construir Arnau de Mercader a finales del siglo XIX como mirador sobre la llanura del Llobregat y para poder estudiar las estrellas
- Estación de RENFE (siglo XIX)
Edificio construido a raíz de la inauguración, en 1855, de la línea de ferrocarril Barcelona-Molíns de Rey, prolongada dos años después a Martorell.
- Can Gaya (siglo XIX)
Can Gaya (calle Rubió i Ors, 65) es un edificio señorial construido en 1860, originariamente propiedad de la familia Mas, la cual poseía también la fábrica sita justo al otro lado de la calle y de la cual se conserva todavía la fachada.
- Casa Camprubí (1927)
En las afueras de la ciudad, en la carretera de San Juan Despí, podemos contemplar el edificio más emblemático del modernismo en Cornellá. La casa Camprubí, obra del conocido arquitecto Josep Maria Jujol, fue construida en 1927 por encargo de Cebrià Camprubí i Nadal.
- Familiar Cinema Titan (1926)
En la calle Rubió i Ors esquina con Verge de Montserrat encontramos el edificio, actualmente convertido en biblioteca pública, que fue construido en 1926 según proyecto del arquitecto municipal Marín Espinosa. Su torre circular (pináculo), de veinte metros de altura, muestra su clara vinculación con el Noucentisme.
- La fábrica Fontanals i Suris (1897-1913)
Junto a la carretera de Sant Joan Despí. La fábrica Fontanals y Suris, una de las más importantes del sector textil local, fue construida en 1897 (con el nombre de Sala y Cía.), recogiendo la impronta estética del primer modernismo, a base de ladrillo visto, hierro y vidrio. La fábrica dejó de funcionar en los años sesenta. Actualmente, y tras una importante reforma finalizada en 2007, acoge el Citilab Cornellà.
- Central de Bombeo de Aguas de Barcelona (1903-1907)
Estas instalaciones, de 1907 y situadas en Quatre Camins, son obra del arquitecto Josep Amargós. Comprenden el edificio propiamente dicho, la chimenea de 35 metros de altura y los pozos de extracción de agua sitos dentro de un extenso parque que constituye el elemento integrador de las instalaciones. El edificio, construido en ladrillo visto y según los cánones modernistas, consta de tres naves completamente libres. Dentro, la sala principal se conservan, en perfecto estado, los primeros modelos de las máquinas a vapor que impulsaban el agua para el suministro de Barcelona. Actualmente, y tras una importante reforma, es la sede del Museo Agbar de las Aguas.
- La fábrica Bagaria (1850-1920)
Situada en la carretera de Esplugas, esta fábrica textil fue construida por el arquitecto Modest Feu i Estrada en 1920. Es muy interesante, dentro de la arquitectura industrial de la Cataluña modernista, el conjunto formado por la torre-vivienda con un esmerado trabajo de ladrillo visto.
- La fábrica y la colonia Rosés (1850-1920)
Situada en el sector Millars, a ambos lados de la avenida de los Alpes. El conjunto residencial fue promovido por la sociedad textil Rosés en 1851. Las viviendas, dispuestas en hilera, tienen planta baja, piso y pequeños patios. Son un ejemplo único en Cornellà de las colonias obreras del siglo XIX.
- Iglesia de Santa María (1940)
La antigua iglesia de Cornellá fue destruida en parte en la guerra civil y acabada de dinamitar en 1939 para construir la nueva. En 1940 se colocaba la primera piedra de la nueva iglesia, que fue consagrada en mayo de 1948, aun cuando el campanario no fue terminado hasta 1953.

### Fiestas
La fiesta mayor de Cornellá de Llobregat se celebra coincidiendo con la festividad del Corpus Christi, de la cual destaca el correfoc, donde participan los grupos de Diables i Dracs de la ciudad y otros invitados. También es importante la Trobada gegantera organizada por Foment de Cultura Popular de Cornellà organizada el sábado anterior. Los castellers tienen su protagonismo el domingo, una cita importante en el calendario anual donde los Castellers de Cornellà actúan junto a las colles más destacadas de Cataluña.
Desde 1986 se celebran en paralelo a la fiesta mayor, «las fiestas alternativas», organizadas por la asamblea de okupas de Cornellà.
La ciudad acoge con carácter bianual el Festival Internacional de Pallassos de Cornellà de Llobregat, el más importante de su género de Europa.
También hay una fiesta que se llama Corcanta, que niños y niñas o mujeres y hombres cantan en el patio de una escuela. Los participantes son muchas veces de una Escuela de Danza o personas que les gusta cantar.

### Entidades
Fervorosa Hermandad y Cofradía de Nazarenos del Santísimo Cristo de la Buena Muerte y María Stma. de la Esperanza Macarena de Cornellá: fundada en el año 2013 con sede en la parroquia de San Miguel, realiza diferentes actividades culturales entre ellas, salida procesional el Jueves Santo y Cruz de Mayo entre otras.

### RCD Espanyol

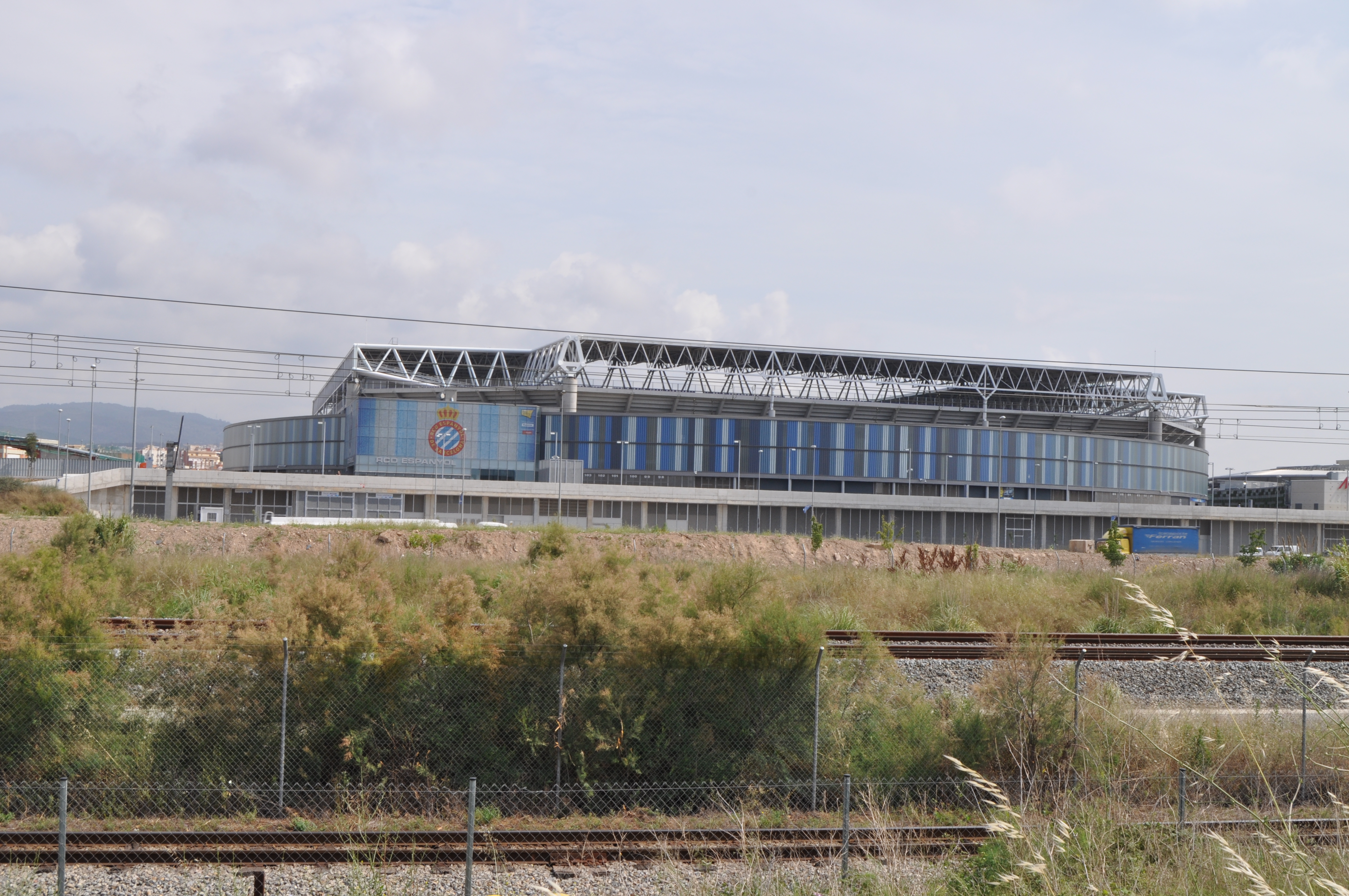
Estadio Cornellà-El Prat

En el año 2009 el RCD Espanyol construye su estadio, el estadio Cornellá-El Prat. Significará la construcción de un nuevo centro comercial (Splau) justo al lado del estadio.